# Kriegslokomotive

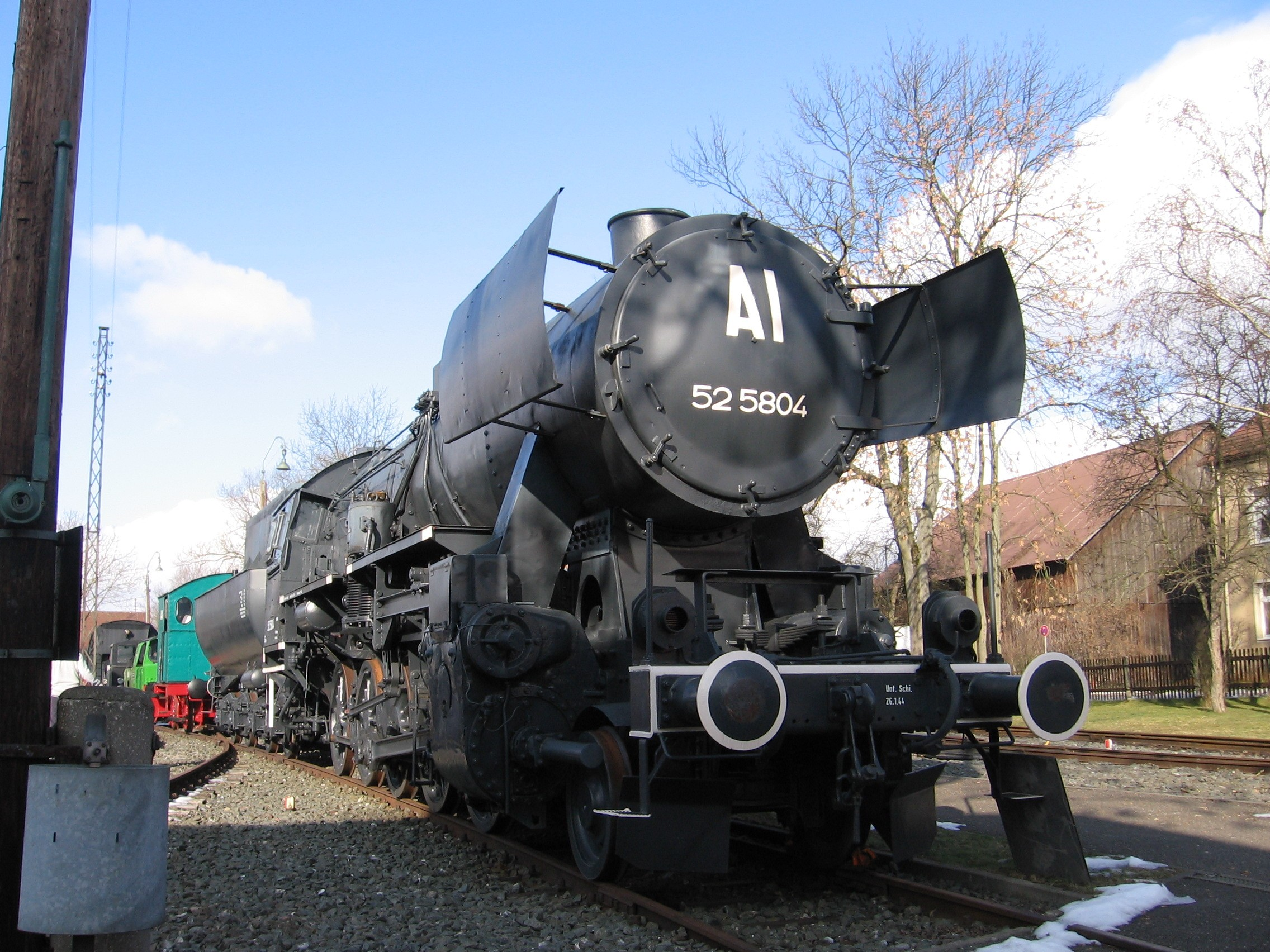
Baureihe 52, in der höchsten Stückzahl produzierte Kriegslokomotivbaureihe, mit Verdunkelungsblenden auf den Loklaternen und dazugehöriger weißer Pufferbohle

Kriegslokomotive ist die gängige Bezeichnung für Lokomotiven, deren Konstruktion speziell auf die wirtschaftlichen Bedingungen eines Krieges, wie Materialknappheit, einfachste Wartung unter schwierigen Bedingungen, Unempfindlichkeit gegenüber extremen Witterungsbedingungen sowie schnelle und kostengünstige Produktion in großen Stückzahlen ausgerichtet war. Hinzu kam die Verwendbarkeit auf einfachen, wenig belastbaren oder sogar nur provisorischen Strecken. Um diesen Forderungen gerecht zu werden, mussten wirtschaftliche Nachteile, zum Beispiel ein relativ hoher Brennstoffverbrauch und eine begrenzte Lebensdauer, in Kauf genommen werden.
Kriegslokomotiven waren technisch so einfach wie möglich gehalten, und es wurde weitgehend auf Importwerkstoffe (in Deutschland insbesondere Kupfer) verzichtet. Beispielsweise erhielten die deutschen Elektrolokomotiven Aluminiumwicklungen in den Fahrmotoren und im Trafo und die Dampfloks Feuerbüchsen aus Stahl, daher der Begriff Heimstofflok.
Die Fertigung von Elektroloks als Kriegslokomotiven muss allerdings als Sonderfall angesehen werden, da sie nur im Kernnetz unter der Voraussetzung einer funktionsfähigen Fahrstromversorgung (Kraftwerke, Fernleitungen, Umspannwerke und Fahrleitungen) einsatzfähig waren. In der Regel wurden eher Konstruktionen bevorzugt, die möglichst unabhängig von zusätzlicher Infrastruktur waren.

## Deutschland

### Überblick
In Deutschland versteht man unter Kriegslokomotiven diejenigen Lokomotiven, die von der Deutschen Reichsbahn und anderen Abnehmern (Industrie, Heeresfeldbahn) während des Zweiten Weltkrieges ab 1942 ausschließlich beschafft werden durften. Zuvor hatte die Reichsbahn in den ersten Kriegsjahren ihre ursprüngliche Beschaffungsplanung bereits schrittweise an die Kriegserfordernisse angepasst, die Fertigung von Schnellzug- und Personenzuglokomotiven wurde allmählich zugunsten weiterer Güterzuglokomotiven vor allem der neuen DR-Baureihe 50 eingestellt. Dennoch hatte es vehemente Kritik an der weiterhin weitgehend „friedensmäßigen“ und teuren Produktion gegeben. Festgelegt wurde das Programm durch den sogenannten Hauptausschuss Schienenfahrzeuge (HAS) unter Leitung von Gerhard Degenkolb, der infolge einer Vereinbarung zwischen Reichsverkehrsminister Julius Dorpmüller und Rüstungsminister Albert Speer am 7. März 1942 gegründet worden war. Wesentliche Aufgabe des HAS war die Beschleunigung und Ausweitung der Schienenfahrzeugproduktion sowie die Vereinfachung und Reduzierung der von der deutschen Schienenfahrzeugindustrie produzierten Typenpalette. Am 27. Juni 1942 erließ der HAS mit der Anordnung Nr. 57 das verbindliche Programm für Kriegslokomotiven. Aus Zeitgründen wurden dabei meist bereits vorhandenen Baureihen der Reichsbahn und vorhandene Industrietypen übernommen und in mehr oder weniger großem Umfang angepasst, anders als bspw. beim Einheitslokomotivenprogramm der Reichsbahn gab es daher auch unter den verschiedenen Typen kaum gemeinsame Bauteile oder sonstige Vereinheitlichungen.
Kriegsdampflokomotiven
Für Vollbahnen:
- Kriegsdampflokomotive 1 (KDL 1): Baureihe 52
- Kriegsdampflokomotive 2 (KDL 2): BMB-Baureihe 534.0[2]
- Kriegsdampflokomotive 3 (KDL 3): Baureihe 42

 Für Industrie- und Privatbahnen (Regelspur):
- Kriegsdampflokomotive 4 (KDL 4): ELNA 6 (Dn2t/Dh2t-Industrielokomotive)
- Kriegsdampflokomotive 5 (KDL 5): 800-PS-Industrielokomotive (Eh2t, Henschel Typ Gelsenkirchen)
- Kriegsdampflokomotive 6 (KDL 6): 600-PS-Industrielokomotive (Dn2t)
- Kriegsdampflokomotive 7 (KDL 7): 400-PS-Industrielokomotive (Cn2t, O&K Ct 400 PS)
- Kriegsdampflokomotive 8 (KDL 8): 250-PS-Industrielokomotive (Bn2t, WLF KDL 8)

Schmalspurlokomotiven:
- Kriegsdampflokomotive 9 (KDL 9): 400-PS-Abraumlokomotive (900 mm, Ch2t)
- Kriegsdampflokomotive 10 (KDL 10): 200-PS-Baulokomotive (900 mm, Bn2t)
- Kriegsdampflokomotive 11 (KDL 11): 160-PS-Feldbahnlokomotive (750 mm, Dn2, Heeresfeldbahnlokomotive HF 160 D)
- Kriegsdampflokomotive 12 (KDL 12): 70-PS-Feldbahnlokomotive (600/750 mm, Cn2t, Heeresfeldbahnlokomotive HF 70 C)
- Kriegsdampflokomotive 13 (KDL 13): 70-PS-Baulokomotive (600 mm, B2nt, Henschel-Baulokomotive Henschel Typ Riesa)

Feuerlose Lokomotiven
- KFL 1: C-Dampfspeicherlokomotive (Krupp-Modell)
- KFL 2: B-Dampfspeicherlokomotive (Henschel-Modell)

Kriegsmotorlokomotiven
Regelspur:
- Kriegsmotorlokomotive 1 (KML 1): WR 360 C 14, C dh
- Kriegsmotorlokomotive 2 (KML 2): Köf II, 110 PS, B dh

Schmalspur:
- Kriegsmotorlokomotive 3 (KML 3): Feldbahnlokomotive HF 130 C (600–750 mm, C dh)
- Kriegsmotorlokomotive 4 (KML 4): Feldbahnlokomotive HF 50 B (600–750 mm, B dm)
- Kriegsmotorlokomotive 5 (KML 5): 25-PS-Baulokomotive (O&K MD 2, 500–762 mm, B dm, Variante 5a mit Holz/Torfgasantrieb, Variante 5b für Anthrazit/Schwelkoks)
- Kriegsmotorlokomotive 6 (KML 6): 75-PS-Grubenlokomotive (450–900 mm, B dm)
- Kriegsmotorlokomotive 7 (KML 7): 32-PS-Grubenlokomotive (470–680 mm, B dm)
- Kriegsmotorlokomotive 8 (KML 8): 9-PS-Grubenlokomotive (400–700 mm, B dm), nachträglich 1943 in die Liste aufgenommen

Kriegselektrolokomotiven
Regelspur:
- Kriegselektrolokomotive 1 (KEL 1): Baureihe E 94, Co’Co’
- Kriegselektrolokomotive 2 (KEL 2): Baureihe E 44, Bo’Bo’
- Kriegselektrolokomotive 3 (KEL 3): 1200/1500-V-Tagebaulokomotive, Bo’+Bo’+Bo’

Schmalspur:
- Kriegselektrolokomotive 4 (KEL 4): 1200-V-Abraumlokomotive (900 mm, Bo’Bo’)
- Kriegselektrolokomotive 5 (KEL 5): 220-V-Industrielokomotive (550–630 mm, Bo)
- Kriegselektrolokomotive 6 (KEL 6): 220-V-Grubenlokomotive (550–630 mm, Bo)
- Kriegselektrolokomotive 7 (KEL 7): Akku-Grubenlokomotive (550–630 mm, Bo, 31 kW)
- Kriegselektrolokomotive 8 (KEL 8): Akku-Grubenlokomotive (550–630 mm, Bo, 17 kW)
- Kriegselektrolokomotive 9 (KEL 9): Akku-Grubenlokomotive (550–630 mm, Bo, 11 kW)

Kriegsdruckluftlokomotiven
- Kriegsdruckluftlokomotive 1 (KDrL 1): 40-PS-Streckenlokomotive (475–720 mm, B)
- Kriegsdruckluftlokomotive 2 (KDrL 2): 14-PS-Abbaulokomotive (500–620 mm, B)

### Kriegsloks im Zweiten Weltkrieg
Der größte deutsche Lokomotivfabrikant Oscar Robert Henschel schlug am 20. Oktober 1941 Göring vor, eine konstruktiv vereinfachte Version der Baureihe 50 zu bauen, und damit ohne Erhöhung der Stahl- und Kupferkontingente 15 bis 20 % mehr Lokomotiven produzieren zu können, um so den Totalen Krieg Rechnung zu tragen. Göring wandte sich daraufhin an Hitler und bestärkte ihn darin, die Verantwortung für die Lokomotiventwicklung den Herstellern und nicht der Reichsbahn zu überlassen. Die kartellähnliche Deutsche Lokomotivbau-Vereinigung in der die Hersteller organisiert waren, legte daraufhin am 14. November 1941 Dorpmüller eine Konzeptskizze vor, die bereits die grundlegenden Merkmale der Kriegslokomotive, auch Optimierungen für den russischen Winter, enthielt.
Die Konstruktion vereinfachter, normalspuriger Kriegsdampflokomotiven begann dann Anfang 1942 mit den stufenweise umgesetzten Vereinfachungen der Baureihe 50 (offizieller Begriff: Entfeinerung). Die Baureihe 50 wurde schließlich über die Baureihe 50 ÜK (Übergangskriegslokomotive) zur Baureihe 52 weiterentwickelt. Auch von den Baureihen 44 und 86 wurden ÜK-Varianten in größeren Stückzahlen gebaut.
Die neuen Kriegsloks sollten leicht zu unterhalten, überall einsetzbar, wind- und wetterfest und sparsam an Rohstoffen sein. Während für eine Einheitslok der Baureihe 50 über 6.000 Einzelteile und viele verschiedene Metalle verwendet wurden, reichten bei einer Kriegslok der Baureihe 52 etwa 5.000 Teile und statt etwa Buntmetalle zu verwenden konnte man auf Stahl zurückgreifen.
Zu den Entfeinerungen gehörten unter anderem der Wegfall des (die Wirtschaftlichkeit der Lok verbessernden) Vorwärmers, des Speisedoms, der Umlauf- und Windleitbleche sowie sonstiger Verschalungen.
Konstruktionstechnisch bedeutsam ist, dass mit den Kriegsdampflokomotiven erstmals im deutschen Lokomotivbau in großem Umfang die Schweißtechnik angewandt wurde – zuvor war noch das Warmnieten üblich. Darüber hinaus wurden auch die übrigen Produktionsabläufe von der vormaligen Einzelfertigung auf Großserienproduktion umgestellt. Viele Bauteile, wie Treib- und Kuppelstangen, waren bis dahin aus Vollmaterial mit hohem Fertigungsaufwand geschmiedet und allseitig, zum Beispiel durch Hobeln, bearbeitet worden. Bei den Kriegslokomotiven wurden hingegen nur noch die Stangenköpfe im Gesenk geschmiedet und mit gewalztem Profilstahl als Stangenschaft stumpf verschweißt, wodurch der Material- und Fertigungsaufwand (allerdings zu Lasten des Massenausgleichs) deutlich reduziert werden konnte. Anstelle der Barrenrahmen der Einheitsdampflokomotiven wurden aufgrund der besseren Materialausnutzung Blechrahmen verwendet, letztlich in vollständig geschweißter Form, die beim Barrenrahmen konstruktiv nicht möglich wäre.

Vereinfachung am Beispiel Windleitbleche:
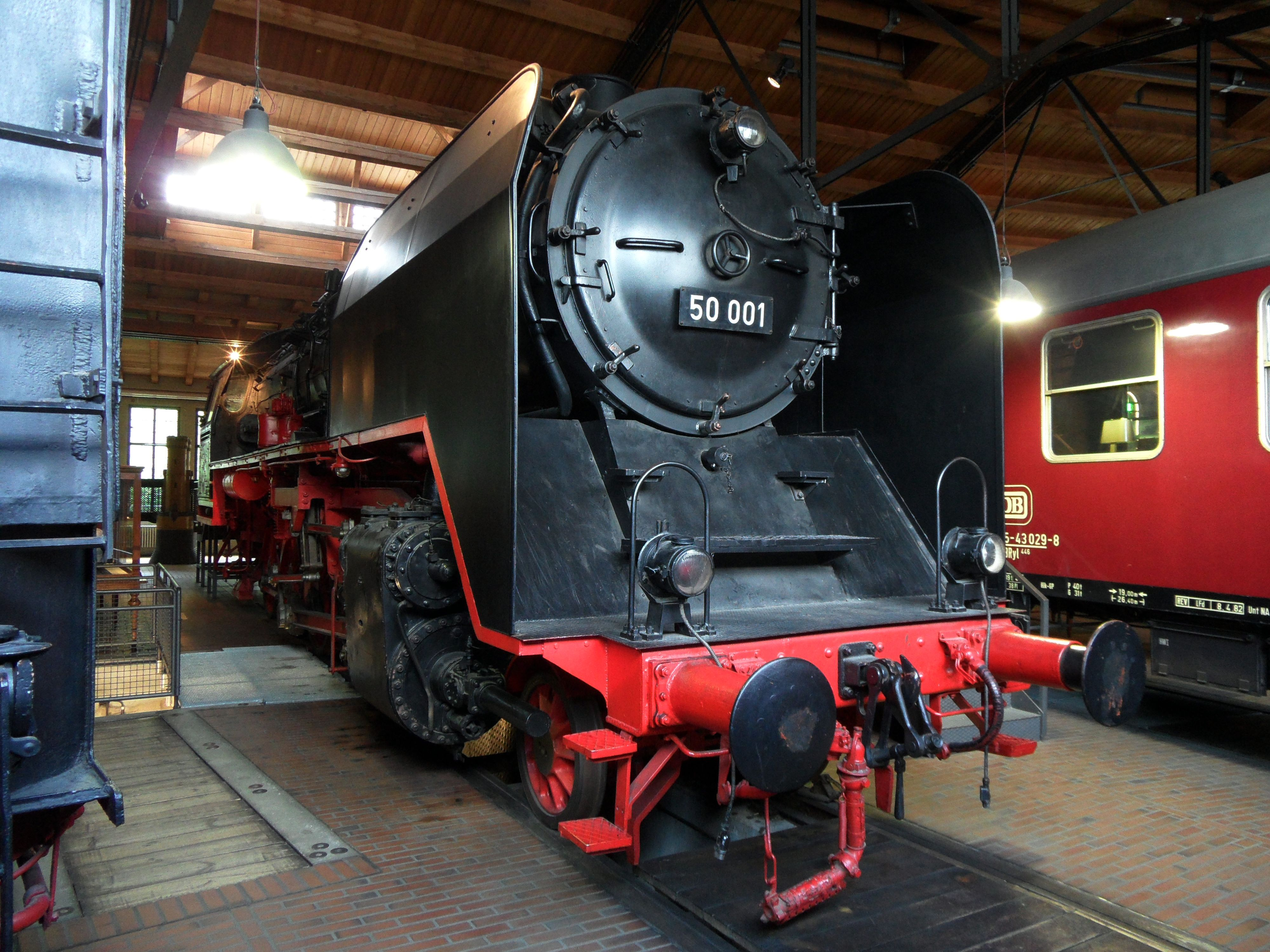
Während bei der Baureihe 50 Anfangs noch Wagner-Bleche eingebaut wurden …
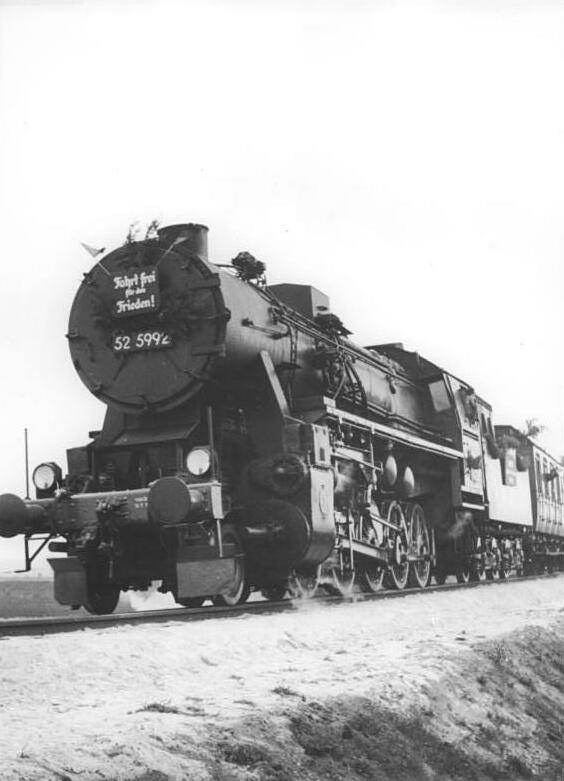
… sollten diese bei den Kriegslokomotiven weggelassen werden, …
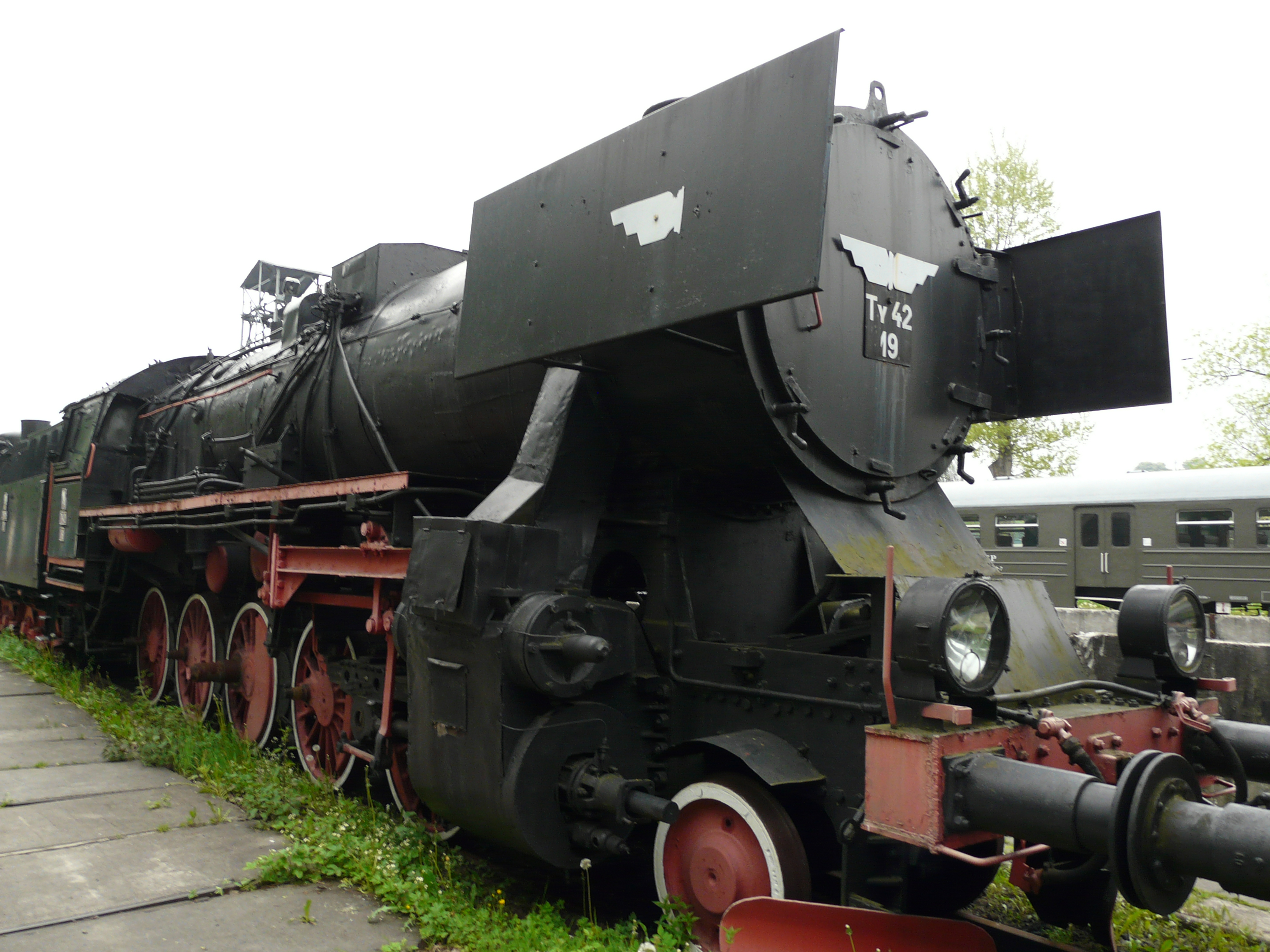
… dann wurden, da die Sicht zu sehr vermindert wurde, einfache Blechplatten verwendet (das Wölben entfiel), …
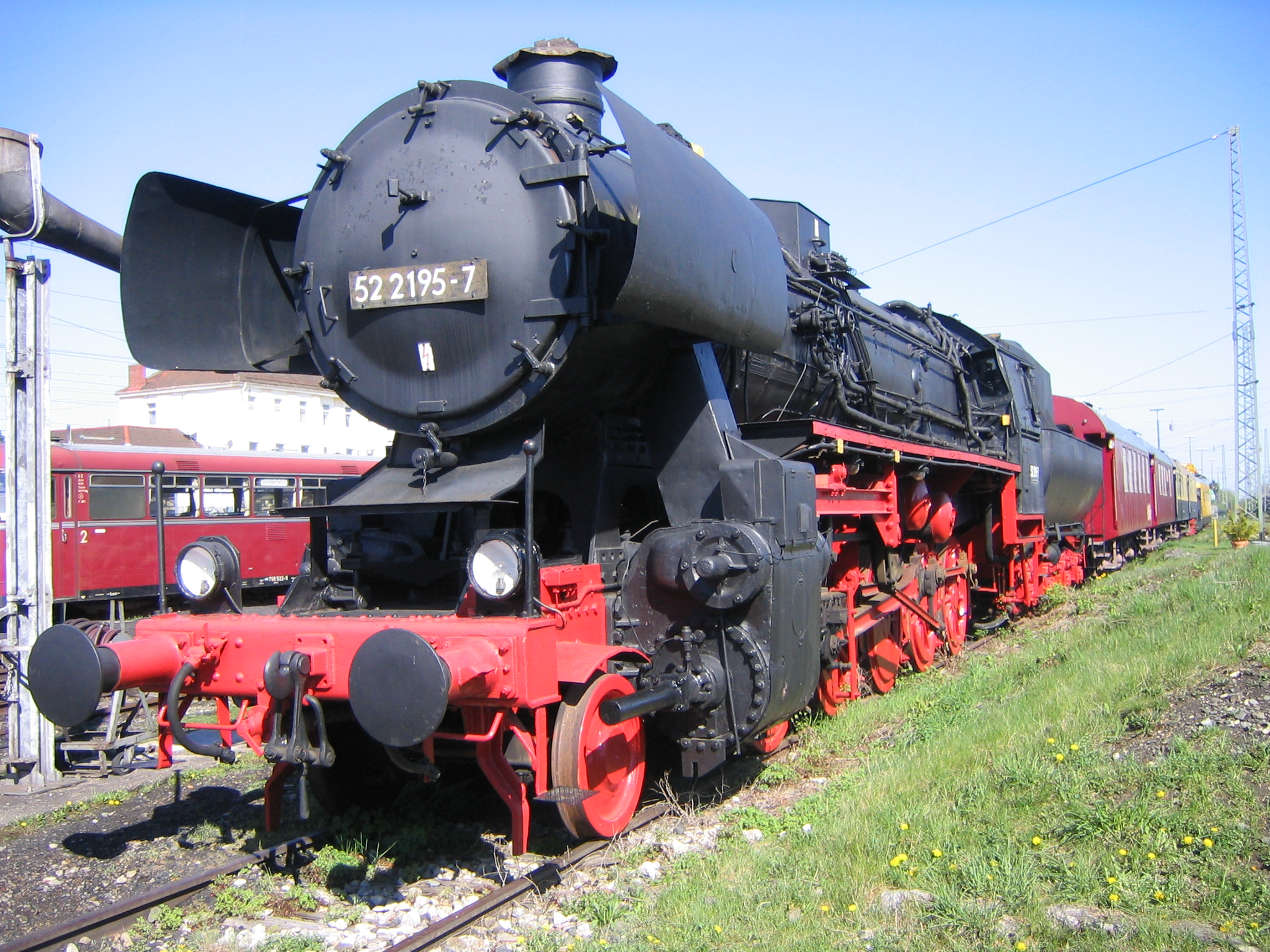
… die sich jedoch aufgrund zu geringer Steifigkeit nicht bewährten; ab da wurden normale Witte-Bleche angebracht.

Daneben gab es bei der 52 180 auch Versuche mit Windleitblechen aus Holz, um noch mehr Stahl einsparen zu können.
Nach dem Krieg wurden diese Baureihen, insbesondere die Baureihen 52, 42 und 44 ÜK, in vielen Ländern Europas weiter eingesetzt und sogar noch in kleinerer Zahl weiterbeschafft, wobei aber einige der kriegsbedingten Vereinfachungen und Mängel beseitigt wurden. Mit dieser kriegsbedingten Produktion – beginnend mit der Baureihe 50 bis zu den Baureihen 52 und 42 – stiegen die Beschaffungszahlen der Lokomotiven der Deutschen Reichsbahn von 1939 bis 1943 erheblich an und sorgten dafür, dass mit diesen Baureihen die bisherige Dominanz der Länderbahnlokomotiven im Lokomotivbestand aufgehoben wurde. Für die Produktion wurden sämtliche geeigneten Lokomotivfabriken in Deutschland und den besetzten Gebieten sowie Zwangsarbeiter in großem Umfang herangezogen. Die Baureihe 50 umfasste nach dem Ende der Lieferungen 1945 insgesamt 3164 Loks. Von der Baureihe 52 wurden zwischen über 6.000 und mehr als 7.000 Exemplare gebaut. Es gab auch Varianten mit Kondensationstender, die in Gebieten mit schlechter Wasserversorgung (z. B. in den Steppen der südlichen Sowjetunion) eingesetzt werden konnten und außerdem wegen der fehlenden Abdampfwolke für Angreifer aus der Luft schwerer auszumachen waren. Von der Baureihe 42 wurden insgesamt 1061 geliefert. Der ursprüngliche Plan beinhaltete die Lieferung von 20.000 bis 23.000 Kriegsloks. 15.000 Exemplare der Baureihe 52 und 5.000 bis 8.000 Maschinen der Baureihe 42. Alle drei Baureihen umfassend waren bis Kriegsende immerhin weit über 10.000 Dampfloks gebaut wurden, wovon über 8.000 als Kriegsloks bezeichnet werden konnten. Auch in der Nachkriegszeit wurden von den Baureihen 50 und 52 noch viele Loks geliefert. Rumänien baute ab 1946 bis 1960 286 Nachbauloks der Baureihe 50, Deutschland lieferte ab 1945 noch über 360 Kriegsloks der Baureihe 52 und auch Polen baute in der Nachkriegszeit noch 150 Kriegsloks der Baureihe 52. Die Baureihe 52 ist die meistgebaute Lokomotive Deutschlands geworden. Mit 15.000 Exemplaren wäre sie sogar die meistgebaute Lokomotive der Welt geworden.
Auch heute noch sind betriebsfähige Exemplare vorhanden, überwiegend in Form der Variante 52.80, die in den 1960er Jahren in der DDR als Rekolok mit einer umfassenden Modernisierung und Neubau des Kessels entstand. Bei der Bundesbahn hingegen war die Baureihe 52 bereits Ende der 1950er vollständig ausgemustert. Die Baureihe 42 dagegen war im Saarland noch bis Anfang der 1960er Jahre anzutreffen.

### Vorgänger der Kriegsloks
Im Ersten Weltkrieg und auch zu Beginn des Zweiten Weltkrieges mussten hauptsächlich preußische Baureihen wie die 55, 57 und 58 die immensen Gütertransporte bewältigen. Die Baureihe 58 war zum Beispiel auch schon 1917 aus den Erfordernissen des Ersten Weltkrieges entstanden als erste Einheitslok. Zwischen den beiden Weltkriegen hatten sie auch schon mit ihren Nachfolgern wie der Baureihe 56 die Hauptstütze im Schienengüterverkehr des deutschen Reiches gebildet. Kriegsloks waren das Resultat höherer Zuglasten und extremer Klimabedingungen, wie dem russischen Rekordwinter mit Temperaturen zwischen −35 und −60 °C, denen die älteren Baureihen nicht gewachsen waren. Diese preußischen Baureihen kann man als Kriegsloks des Ersten Weltkrieges bezeichnen. Und auch im Zweiten Weltkrieg mussten sie bis zum Bau der Kriegsloks den Großteil des Güterverkehrs bewältigen. Ohne den Zweiten Weltkrieg wären schon viele Loks der Baureihe G10 als alte Loks ausgemustert oder an andere Staaten verkauft worden. Doch mit dem Ausbruch des Zweiten Weltkrieges mussten sie in der Zeit, als die Stückzahlen der Baureihe 50 noch sehr gering waren, gemeinsam mit den anderen preußischen Baureihen den Güteransturm bewältigen und sehr lange Strecken bis nach Polen und Russland zurücklegen.

### Baureihe 53
Der Höhepunkt der Planungen war eine dritte Baureihe von Kriegsdampflokomotiven, die 1943 begonnen wurde. Geplant war eine überschwere Lokomotive für die besetzten Gebiete in Russland. Dafür entstanden 17 Entwürfe, darunter ein Siebenkuppler und verschiedene Gelenkloks.
Der Entwurf Borsig 1 war eine Gelenklokomotive mit der seltenen, weil unsymmetrischen Achsfolge (1’C)D. Sie sollte 1700 Tonnen auf 8 Promille Steigung noch mit 20 km/h ziehen und vorwärts wie rückwärts mit 80 km/h Höchstgeschwindigkeit fahren können. Es ist äußerst unwahrscheinlich, dass tatsächlich noch mit dem Bau eines Exemplars begonnen wurde. Ein Modell dieses Entwurfs wird von Märklin als „Baureihe 53“ vermarktet.

## Vereinigte Staaten
Zur Unterstützung der Truppentransporte im Ersten Weltkrieg entwickelte Baldwin basierend auf einer britischen Lokomotive die Klasse 1’D Pershing.

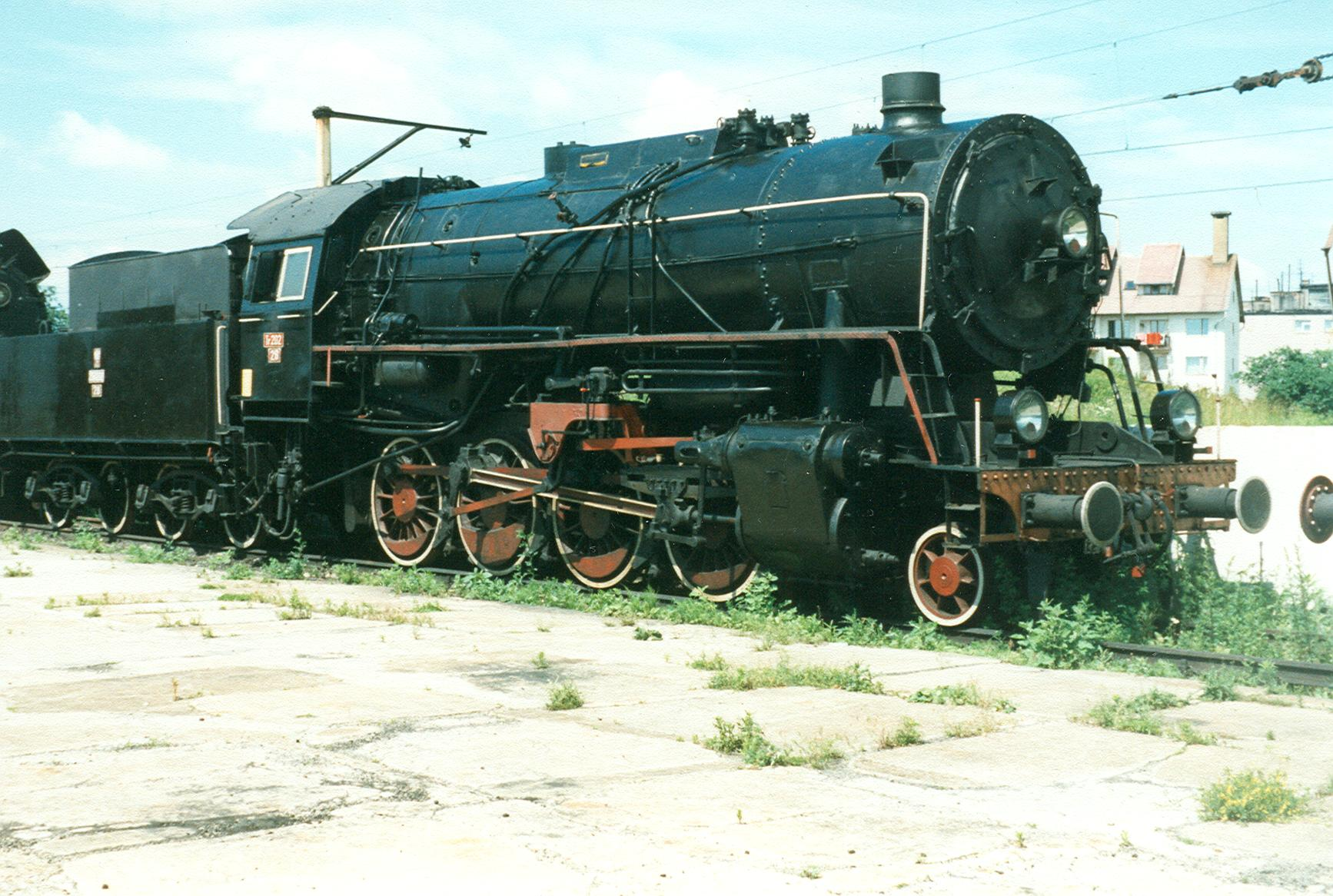
UNRRA-Lokomotive in Polen

Während des Zweiten Weltkriegs wurden im Auftrag des United States Army Transportation Corps (USATC) Kriegslokomotiven für verschiedene Spurweiten gebaut, die z. T. weltweite Verbreitung gefunden haben. Zu ihnen gehören unter anderem folgende Klassen:
- Klasse 1’D Liberation, auch nach deren Finanzierung als UNRRA-Lokomotiven bezeichnet
- USATC-Klasse S 100 C n2 für Normalspur (1435 mm)
- USATC-Klasse S 118 1’D1’ h2 für Schmalspurstrecken (914, 1000 und 1067 mm)
- USATC-Klasse S 160 1’D h2 für verschiedene Spurweiten (1435, 1520 und 1067 mm)
- USATC-Klasse S 200 1’D1’ h2 Normalspur (1435 mm)

Diese Lokomotiven wurden nicht nur in den eroberten Gebieten in Europa und Asien eingesetzt (z. B. die Klasse S 160 in Frankreich), sondern auch an die Verbündeten (z. B. an Großbritannien und an die Sowjetunion) geliefert. Ein Teil der Lokomotiven wurde erst nach dem Zweiten Weltkrieg ausgeliefert.
Nach dem Krieg wurde speziell für den Einsatz bei den Streitkräften die Diesellokomotiven ALCO MRS-1 und EMD MRS-1 entworfen.

## Vereinigtes Königreich

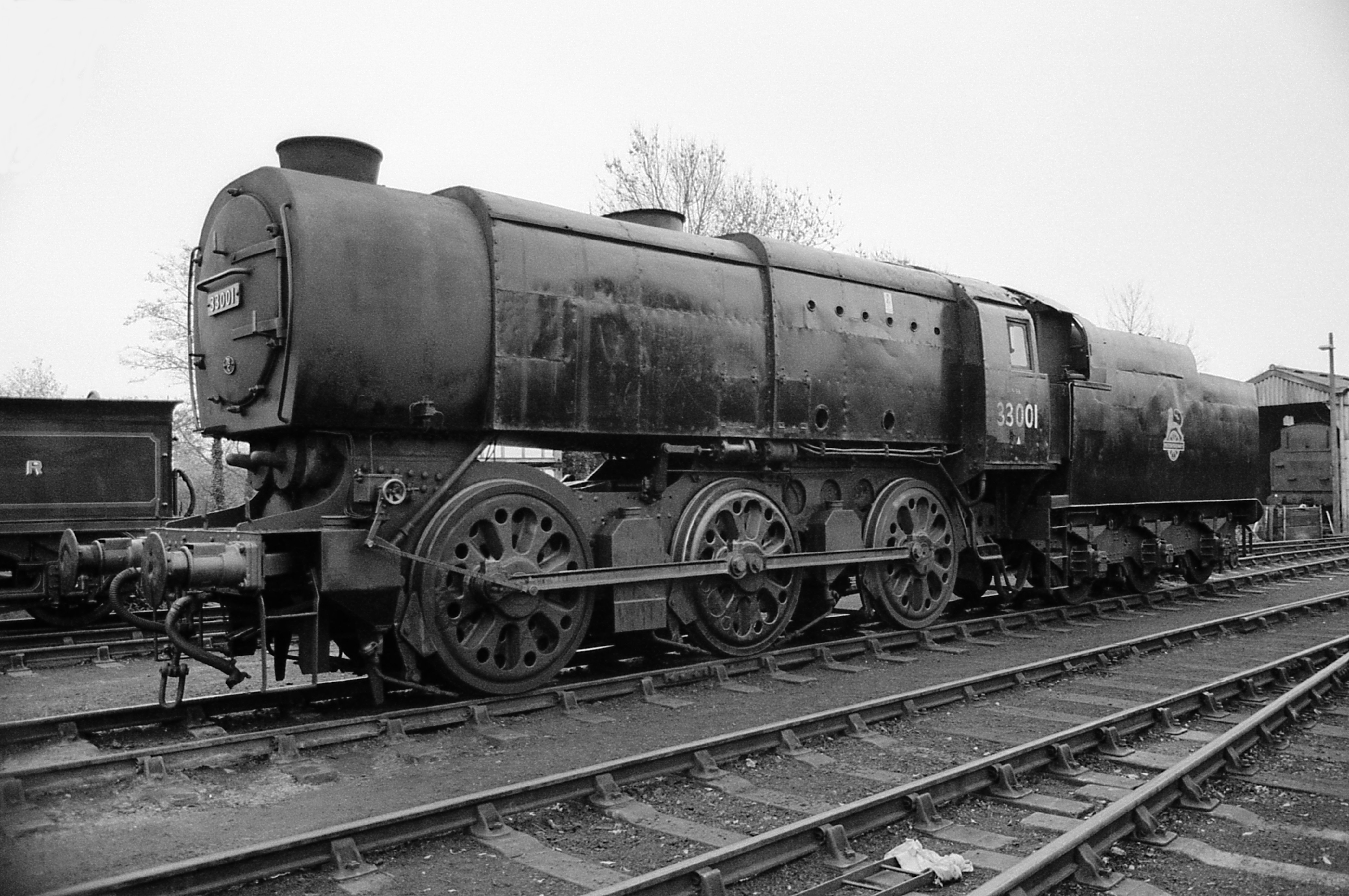
SR-Klasse Q1

Im Ersten Weltkrieg bestellte das Kriegsministerium die folgenden Lokomotiven:
- ROD 2-8-0 – 1’D-Güterzuglokomotive abgeleitet von der Klasse 8K der Great Central Railway

Während des Zweiten Weltkriegs wurden in Großbritannien die folgenden Kriegslokomotiven gebaut:
- Southern-Railway-Klasse Q1 – C-Güterzuglokomotive
- Hunslet Austerity 0-6-0ST – vom Kriegsministerium bestellte C-Satteltank-Tenderlokomotive für den Rangierdienst
- LMS-Klasse 8F – vom Kriegsministerium bestellte 1’D-Güterzuglokomotive
- WD Austerity 2-8-0 – aus der LMS-Klasse 8F abgeleitete Kriegslokomotive
- WD Austerity 2-10-0 – aus der WD Austerity 2-8-0 weiter entwickelte Kriegslokomotive